# Trattato di Melno
Il trattato di Melno (in lituano Melno taika; in polacco Pokój melneński) o trattato del lago Melno (in tedesco Friede von Melnosee) è il trattato di pace che pose fine alla guerra di Gollub. Fu firmato il 27 settembre 1422 tra i Cavalieri teutonici e un'alleanza del Regno di Polonia e il Granducato di Lituania, presso il lago Melno (in tedesco Melnosee, Meldensee; in polacco Jezioro Mełno), a est di Graudenz (Grudziądz). Il trattato risolse la disputa territoriale riguardante la Samogizia, che si protraeva dal 1382 tra i Cavalieri e la Lituania e determinò il confine prusso–lituano, che sarebbe rimasto invariato per circa 500 anni. Una porzione del confine originale sopravvive tutt'oggi, come parte del confine tra la Lituania e l'oblast' di Kaliningrad, in Russia; per questo è uno dei confini più stabili in Europa.

## Contesto storico

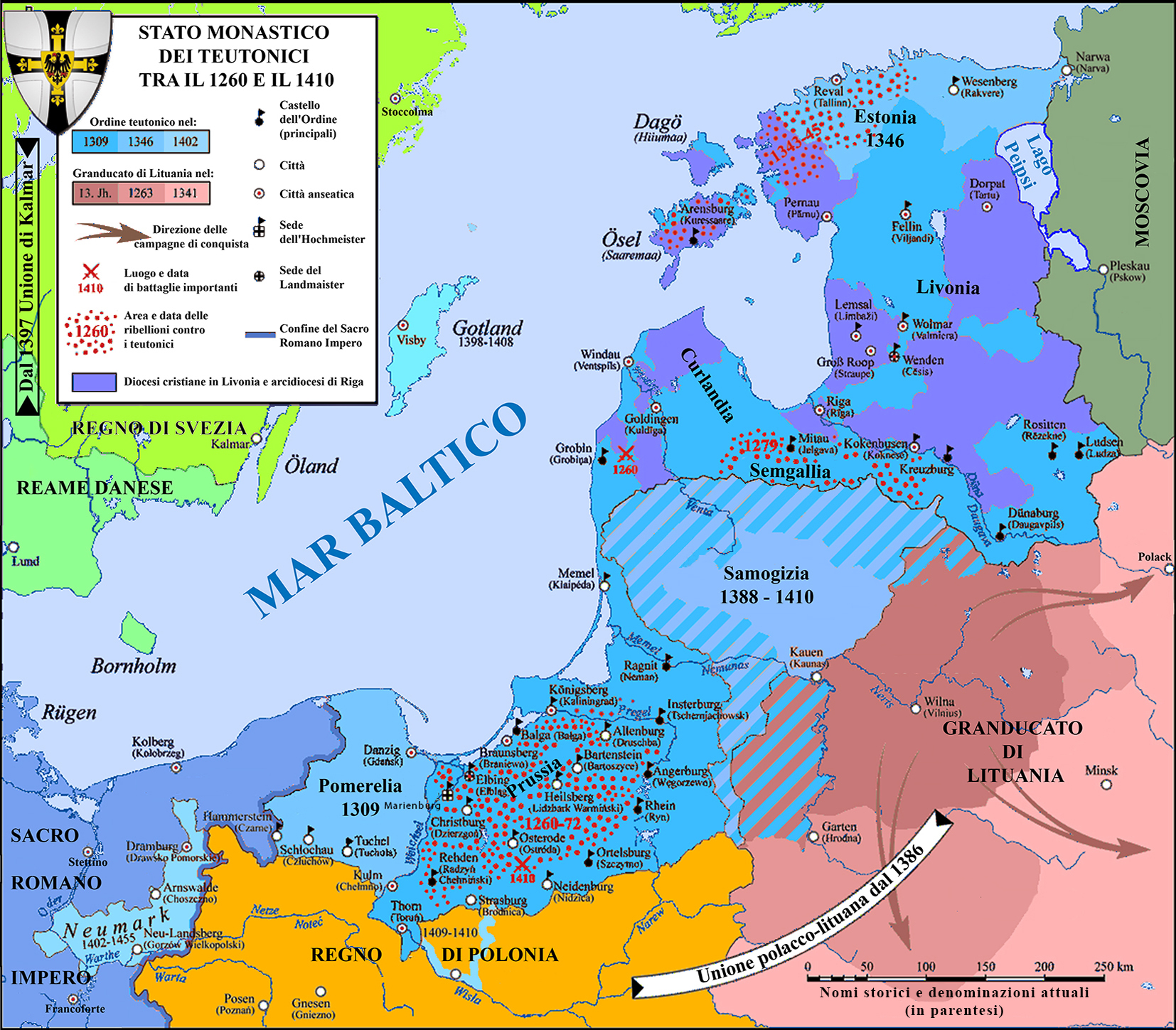
Mappa dello Stato dell'Ordine teutonico tra il 1260 e il 1410

Il trattato di Toruń del 1411 non risolse l'annosa contesa territoriale tra i Cavalieri teutonici e l'Unione polacco-lituana; nonostante il trattato avesse effettivamente trasferito la Samogizia al Granducato di Lituania, ciò valeva solamente per il periodo in cui il re polacco Jogaila e il granduca lituano Vitoldo erano in vita, ed entrambi i sovrani erano anziani. Pertanto crebbe il malcontento riguardante i confini samogiziani: Vitoldo sosteneva che l'intera riva settentrionale del fiume Nemunas, compreso il porto di Memel (Klaipėda), sarebbe dovuta essere parte della Samogizia. Queste dispute furono quindi mediate al Concilio di Costanza (1414-1418) da Sigismondo di Lussemburgo, imperatore del Sacro Romano Impero. Dopo che Sigismondo pronunciò un verdetto sfavorevole ai lituani, Jogaila e Vitoldo invasero lo stato monastico dei Cavalieri Teutonici nel luglio 1422, dando il via alla guerra di Gollub.
I Cavalieri Teutonici, guidati dal Gran maestro Paul von Rusdorf, non riuscirono ad organizzare una difesa adatta. Tuttavia, la Polonia-Lituania decise di terminare il conflitto prima che potessero arrivare i rinforzi del Sacro Romano Impero dalla Pomerania Orientale. Il 17 settembre 1422 fu firmato l'armistizio: ciascuno schieramento nominò otto rappresentanti, diede loro piena autorità per negoziare e li mandò nel campo dell'esercito polacco vicino al lago Melno. Il trattato di Melno fu concluso dieci giorni dopo, il 27 settembre.

## Termini
Secondo i termini del trattato, i Cavalieri teutonici rinunciarono per la prima volta alle rivendicazioni territoriali, politiche e missionarie nei confronti del Granducato di Lituania. La Samogizia fu permanentemente ceduta alla Lituania. Il confine prusso–lituano correva da lande scarsamente popolate in Suvalkija, attraverso il triangolo a nord del fiume Nemunas, fino a Nemirseta sul mar Baltico, perciò i Cavalieri controllavano ancora la porzione inferiore del Nemunas e Memel (Klaipėda), un importante centro portuale e commerciale. Sebbene la Lituania riuscì a mantenere l'accesso al mar Baltico tramite le città di Palanga (Polangen) e di Šventoji (Heiligen Aa) - una distanza di circa 15 chilometri - non fu mai in grado di sviluppare dei porti, per via della forte competizione con i vicini e già consolidati approdi di Memel e di Libau (Liepāja) e poiché le condizioni naturali erano sfavorevoli.
Le difficoltà di costruire una presenza portuale lituana diminuivano l'importanza di quell'accesso al mare. D'altro canto, per i Cavalieri perdere quella striscia costiera fu un grande sacrificio perché separava i Cavalieri in Prussia dal loro ramo in Livonia. Per queste ragioni il trattato è spesso descritto come un mutuo compromesso tra i prussiani e i lituani. Per quanto riguarda il Regno di Polonia, esso ricevette Nieszawa e metà del canale della Vistola dalla foce del fiume Drwęca, in cambio di rinunciare alle rivendicazioni della Pomerelia, della Terra di Chełmno, e della Terra di Michałów. Questi risultati sono stati descritti come «deludenti» per la Polonia.
Al tempo del trattato, gli schieramenti non avevano i loro sigilli ufficiali e quindi non fu immediatamente ratificato. Il Gran Maestro Rusdorf tentò di sfruttare la sospensione per rinegoziare il trattato perché i suoi sottoposti non erano soddisfatti con i termini. Sperava di intraprendere una guerra con l'assistenza del Sacro Romano Imperatore. Tuttavia, Sigismondo e Jogaila si incontrarono a Käsmark (Kežmarok) e concordarono un'alleanza: Sigismondo avrebbe interrotto il suo sostegno ai Cavalieri e la Polonia–Lituania avrebbe cessato di assistere gli hussiti nella loro crociata; ciò significava che Vitoldo dovette abbandonare il suo intervento in Boemia. L'accordo fu firmato il 30 marzo 1423. Il trattato di Melno fu successivamente ratificato dal 9 al 18 maggio a Veliuona e fu approvato da Papa Martino V il 10 luglio 1423. La Polonia–Lituania affisse circa 120 sigilli ufficiali sul trattato. I primi firmatari lituani furono il voivoda di Vilnius Albertas Manvydas, lo starosta di Vilnius Kristinas Astikas, il voivoda di Trakai Jonas Jaunius, e lo starosta della Samogizia, Mykolas Skirgaila.

## Esito

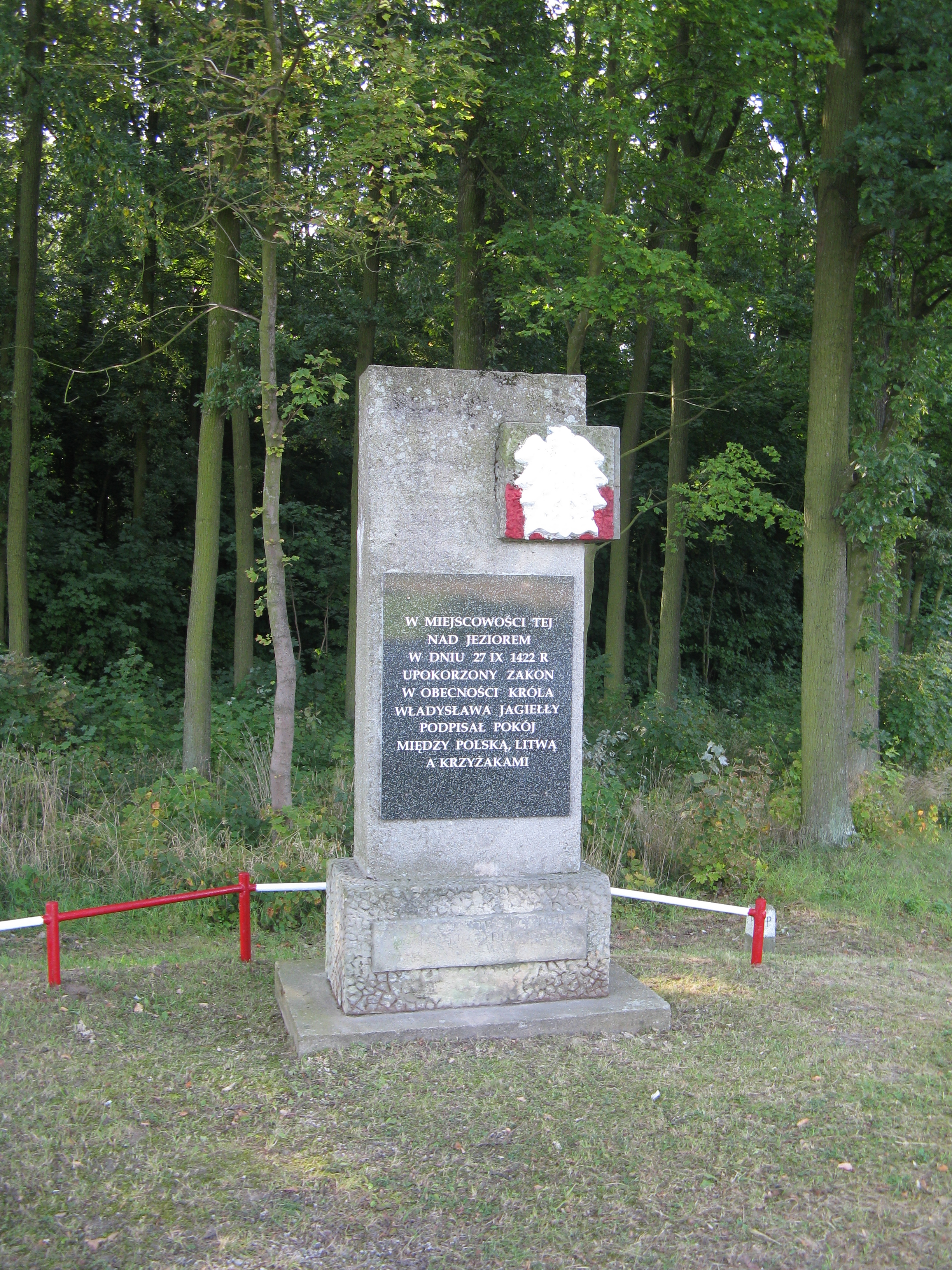
Monumento commemorativo del trattato nel villaggio di Melno, in Polonia

Il trattato concluse di fatto la guerra tra i Cavalieri teutonici e il Granducato di Lituania, che continuava seppur con brevi interruzioni dal XIII secolo. Gli ultimi crociati volontari arrivarono nell'ottobre 1422; dopodiché i Cavalieri dovettero fare affidamento sui loro uomini o su mercenari. Fu uno sviluppo gradito per la Lituania, dato che il trattato le permetteva di direzionare la sua attenzione verso i suoi territori orientali e verso riforme interne. Le regioni al confine in Samogizia e Suvalkija, devastate dalla guerra, cominciarono a riprendersi. Tuttavia, le contese con il Regno di Polonia non furono placate. In un episodio a proposito, poco dopo la firma del trattato, i Cavalieri e i polacchi si contesero nei pressi di Lubicz un mulino ad acqua trasformato in una fortezza per via della sua posizione strategica. Vitoldo si arrabbiò per questa contesa e minacciò di concedere Palanga ai Cavalieri se la Polonia non avesse rinunciato alle sue rivendicazioni di Lubicz. I Cavalieri vinsero questa contesa.
Il trattato pose fine alla cooperazione polacco–lituana contro i Cavalieri. I Cavalieri teutonici tentarono di farsi amici i lituani, offrendo una corona reale a Vitoldo nella speranza di rompere l'unione polacco–lituana. Durante la guerra civile lituana (1431-1435), Il duca lituano Švitrigaila riuscì a sfruttare i contrasti polacco–teutonici a suo vantaggio: i Cavalieri invasero la Polonia, dando inizio alla guerra polacco-teutonica. I due stati si diedero battaglia nuovamente durante la guerra dei tredici anni (1454–1466), una guerra civile che divise la Prussia a metà.
L'accordo di Melno disegnò il confine prusso–lituano in modo grossolano e impreciso, portando a varie dispute di demarcazioni locali. Il confine fu ridisegnato con maggior dettaglio e precisione nel 1532 e nel 1545, e sopravvisse senza grandi cambiamenti fino alla prima guerra mondiale. Nel 1919, secondo le direttive della Lega delle Nazioni, il trattato di Versailles separò la regione di Klaipėda (territorio di Memel) dalla Germania, e la regione fu poi annessa alla Lituania nel 1923. La porzione meridionale del confine, con piccole modifiche, sopravvive tutt'oggi come il confine tra la Lituania e l'esclave russa dell'oblast' di Kaliningrad.

### Fonti
1. 1 2  (LT) Eglė Rašimaitė, Siena: šimtmečių vingiai, in Kelias, 24 marzo 2010,  pp. 60-64, ISSN 1648-7818 (WC · ACNP).
2. ↑  (LT) Zenonas Ivinskis, Lietuvos istorija iki Vytauto Didžiojo mirties, Rome, Lietuvių katalikų mokslo akademija, 1978,  p. 345.
3. 1 2 3 4   Zigmantas Kiaupa, Jūratė Kiaupienė e Albinas Kunevičius, The History of Lithuania Before 1795, Vilnius, Lithuanian Institute of History, 2000,  pp. 144-145, ISBN 9986-810-13-2.
4. ↑   Stephen Turnbull, Tannenberg 1410: Disaster for the Teutonic Knights[collegamento interrotto], Oxford, Osprey, 2003,  pp. 83-84, ISBN 1-84176-561-9.
5. 1 2 3   William Urban, Tannenberg and After, Chicago, IL, Lithuanian Research and Studies Center, 2003,  pp. 281-283, ISBN 0-929700-25-2.
6. ↑   Stanislaus F. Belch, Paulus Vladimiri and his doctrine concerning international law and politics, vol. 2, Walter de Gruyter, 2017,  p. 1074.
7. 1 2 3  (LT) Jonas Zinkus (a cura di), Melno taika, in Tarybų Lietuvos enciklopedija, vol. 3, Vilnius, Lituania, Vyriausioji enciklopedijų redakcij, 1985–1988,  p. 46, LCC 86232954.
8. ↑  (LT) Algimantas Semaška, Kelionių vadovas po Lietuvą: 1000 lankytinų vietovių norintiems geriau pažinti gimtąjį kraštą, 4th, Vilnius, Algimantas, 2006,  p. 498, ISBN 9986-509-90-4.
9. ↑   Gordon McLachlan, Lithuania: the Bradt travel guide, 5th, Bradt Travel Guides, 2008,  p. 209, ISBN 978-1-84162-228-6.
10. 1 2   Oskar Halecki, F. Reddaway e J. H. Penson, The Cambridge History of Poland to 1696, Cambridge University Press,  p. 222, ISBN 978-1-00-128802-4.
11. ↑   Giedrė Mickūnaitė, Making a great ruler: Grand Duke Vytautas of Lithuania, Central European University Press, 2006,  p. 50, ISBN 978-963-7326-58-5.
12. ↑   Mečislovas Jučas, The Battle of Grünwald, Vilnius, National Museum Palace of the Grand Dukes of Lithuania, 2009,  p. 112, ISBN 978-609-95074-5-3.
13. ↑  (LT) Rimvydas Petrauskas e Jūratė Kiaupienė, Lietuvos istorija. Nauji horizontai: dinastija, visoumenė, valstybė, IV, Baltos lankos, 2009,  pp. 416-417, ISBN 978-9955-23-239-1.
14. ↑  (LT) Genutė Kirkienė, LDK politikos elito galingieji: Chodkevičiai XV–XVI amžiuje, Vilniaus universiteto leidykla, 2008,  p. 65, ISBN 978-9955-33-359-3.
15. ↑   Eric Christiansen, The Northern Crusades, Londra, Penguin Books, 1997,  p. 242, ISBN 0-14-026653-4.
16. 1 2   Giedrė Mickūnaitė, Making a great ruler: Grand Duke Vytautas of Lithuania, Central European University Press, 2006,  p. 130, ISBN 978-963-7326-58-5.
17. ↑   Jerzy Lukowski e W. H. Zawadzki, A concise history of Poland, 2ª ed., Cambridge University Press, 2006,  p. 48, ISBN 978-0-521-61857-1.
18. ↑  (LT) Tomas Čelkis, Nuo teritorinio ruožo prie linijos: sienų sampratos pokyčiai Lietuvos Didžiojoje Kunigaikštystėje XIV-XVI amžiuje (PDF), in Lietuvos istorijos studijos, vol. 22, 2008,  pp. 68, 70, ISSN 1392-0448 (WC · ACNP). URL consultato il 2 febbraio 2020 (archiviato dall'url originale il 22 luglio 2011).

### Annotazioni
1. ↑  I Cavalieri Teutonici mandarono due ufficiali, il vescovo di Ermland, il vescovo di Pomesania, il maresciallo livoniano e tre cavalieri secolari.
2. ↑  Secondo la Cronaca di Bychowiec, Palanga era la città natia di Birutė, madre del Granduca lituano Vitoldo.

| Controllo di autorità | VIAF (EN) 186461765 · LCCN (EN) n2006048661 · GND (DE) 4811994-5 |